# Tempo illustrato
Tempo illustrato fu un giornale edito a Napoli intorno agli anni cinquanta del XX secolo. Di proprietà dello stesso editore de Il Mattino, annoverava fra i suoi redattori importanti firme del giornalismo nazionale e nei primi anni ottanta si avvalse della collaborazione del giornalista Giuseppe Fava, poi assassinato a Catania dalla mafia. 